# Chiesa di Santa Caterina Novella
La chiesa di Santa Caterina Novella, oggi  parrocchiale San Biagio, è una chiesa di Galatina, in provincia di Lecce. 
La chiesa ha subito diverse trasformazioni e cambiamenti d'uso nel corso dei secoli. Il nucleo originario dell'edificio, intitolato a santa Caterina Novella per distinguerlo dal trecentesco complesso monastico di Santa Caterina d'Alessandria, fu iniziato dai padri olivetani a partire dal 1507, con un impianto a tre navate precedute da un portico. Importanti lavori di completamento, trasformazioni e campagne decorative, furono realizzati nel corso del XVII secolo. L'Ordine, tuttavia, nel corso dell'Ottocento, fu costretto ad abbandonare la chiesa ed il monastero che furono in parte venduti a privati e per un lungo periodo destinati ad usi impropri.

## Architettura

### Esterno
Allo stato attuale resta sul lato nord del complesso solo una parte molto rimaneggiata del monastero che ospitava i Padri Olivetani. 
La chiesa, che più tardi assunse il titolo di San Biagio in seguito alla fondazione della confraternita omonima, presenta una facciata che conserva le tracce dell'imposta di tre archi pertinenti al portico antistante (protiro). Nei primi anni del Seicento, durante una fase di rifacimenti, fu realizzato il ricco portale inquadrato da una coppia di semicolonne fregiate impostate su alti basamenti, e da una trabeazione a motivi figurati sormontata da un timpano spezzato. In asse con il portale si apre un coevo finestrone decorato con leoni affrontati a vasi ricolmi di fiori, mascheroni, puttini, testine alate, fiori e racemi avvolgenti, cui simmetricamente corrisponde quello posto in fondo alla zona presbiteriale. 
Sul lato meridionale fu portata a termine, nel 1688, una torre campanaria. A pianta quadrata, si articola in tre ordini di cui quello inferiore pari all'altezza della chiesa, e quelli superiori con archi a tutto sesto e balaustre di recinzione.

### Interno
La chiesa, attualmente, è costituita da una sola navata, coperta da volte stellari impostate su peducci rettangolari sorretti da mensole a voluta e percorse da cordoni a motivi vegetali scolpiti. L'arco trionfale, decorato a lacunari, opera del 1616 di Pietro Antonio Pugliese, il cui nome è iscritto assieme a quello dell'abate Onorio Picca, immette nell'area presbiterale coperta con una volta a stella unghiata. Lungo i fianchi della navata si succedono arcate a tutto sesto che accolgono gli altari laterali. In corrispondenza della sesta arcata, sia a destra che a sinistra, si aprono gli accessi agli ambienti ricavati nelle antiche navate laterali.